# Acanthocyclops reductus
Acanthocyclops reductus – gatunek widłonoga z rodziny Cyclopidae. Opisał go w 1925 roku szwajcarski zoolog Pierre-Alfred Chappuis, nadając mu nazwę Cyclops reductus.